# Bakersfield, California
Bakersfield este un oraș din comitatul Kern, statul  California,  Statele Unite ale Americii. Orașul ocupă o suprafață de 363,96 km² și are în anul 2009, ca. 333.710 loc. Regiunea este o regiune agricolă, ea fiind bogată în zăcăminte de petrol, în oraș există o universitate.

## Istoric
În regiunea orașului s-au găsit urme istorice care datează faptul că în urmă cu 8000 de ani aici au trăit vânători și culegători de fructe. Primii europeni au venit prin anul 1776 fiind amintit Pater Francisco Garcés, care a cercetat regiunea. Primele familii de coloniști au venit din sud prin anul 1858. Locul a fost denumit după colonelul Thomas Baker, care a contribuit la deschiderea a câtorva prăvălii și la înființarea unei stații de telegraf. În anul 1873 localitatea este înregistrată oficial, fiind integrată la comitatul Kern. La data de 21 iulie 1952, orașul este ditrus parțial de un cutremur.  

## Personalități marcante
- Reginald Arvizu, basist KoRn
- Beverly Baker, jucătoare de tenis
- Robert Beltran, actor
- David Benoit, pianist de Jazz
- Jonathan Davis, cântăreț Nu-Metal-Band
- Marc Davis, desenator pentru filme de animație
- Clair Engle, politician
- Kelli Garner, actriță
- Merle Haggard, cântăreț de muzică Country
- Kevin Harvick, ciclist
- Larsen Jensen, înotător
- Joanne Linville, actriță
- Guy Madison, actor
- Brock Marion, fotbalist
- Casey Mears, ciclist
- Derek Mears, actor
- Joey Porter, fotbalist
- Jerry Quarry, boxer
- Mike Quarry, boxer
- Dennis Ralston, jucător de tenis
- J. R. Sakuragi, bachetbalist
- Lawrence Tibbett, cântăreț
- Sigrid Valdis, actriță
- Brian Welch, gihtarist, autor
- Peter Woodring, fotbalist